# کافه قنادی لرد
کافه قنادی لرد از قدیمی‌ترین شیرینی‌فروشی‌های شهر تهران محسوب می‌شود.

## پیشینه
پایه‌گذاران این قنادی، یک دختر و پسر به‌اسم لئون و آنیک بودند. آنها در یک قنادی در خیابان استانبول کار می‌کردند، اما بعد از ازدواج، صاحب قنادی تنها یکی از آن‌ها را به‌عنوان کارگر می‌پذیرد؛ بنابراین، آنها در خیابان ویلای تهران قنادی لرد را تأسیس کردند.